# Fuad Aslanov
Fuad Aslanov (n. 28 iunie 1976, Sumqayıt, Republica Sovietică Socialistă Azerbaidjană) este un boxer ce a reprezentat Azerbaidjan, medaliat olimpic. A participat la o ediție a Jocurilor Olimpice (2004) în care a câștigat o medalie de bronz.

## Participări
Lista de mai jos prezintă principalele competiții la care a participat Fuad Aslanov de-a lungul carierei.
- Jocurile Olimpice de vară din 2004[2]